# AWM-SIAM Sonia Kovalevsky Lecturer
A AWM-SIAM Sonia Kovalevsky Lecture é uma série de prêmios e palestras que "destaca as contribuições significativas das mulheres para a matemática aplicada ou computacional." A Association for Women in Mathematics (AWM) e a Society for Industrial and Applied Mathematics (SIAM) criaram o prêmio e a série de palestras em 2002; a palestra é normalmente dada a cada ano na Reunião Anual da SIAM. As ganhadoras do prêmio recebem um certificado assinado dos presidentes da AWM e da SIAM.
As palestras têm o nome de Sonia Kovalevsky (1850-1891), uma conhecida matemática russa do final do século XIX. Karl Weierstrass considerou Kovalevsky como sua aluna mais talentosa. Em 1874 ela recebeu seu diploma de doutorado pela Universidade de Göttingen, sob a supervisão de Weierstrass. Recebeu o status de privatdozentin e lecionou na Universidade de Estocolmo em 1883; tornou-se professora ordinária (o equivalente a professora titular) nesta instituição em 1889. Também foi editora do periódico Acta Mathematica. Kovalevsky fez seu importante trabalho na teoria das equações diferenciais parciais e na rotação de um sólido em torno de um ponto fixo.

## Lecturers
As Kovalevky Lecturers foram:
- 2003: Linda Petzold, Universidade da Califórnia em Santa Bárbara, “Towards the Multiscale Simulation of Biochemical Networks”
- 2004: Joyce McLaughlin, Instituto Politécnico Rensselaer, “Interior Elastodynamics Inverse Problems: Creating Shear Wave Speed Images of Tissue”
- 2005: Ingrid Daubechies, Universidade de Princeton, “Superfast and (Super)sparse Algorithms”
- 2006: Irene Fonseca, Universidade Carnegie Mellon, “New Challenges in the Calculus of Variations”
- 2007: Lai-Sang Young, Instituto Courant de Ciências Matemáticas, “Shear-Induced Chaos”[7]
- 2008: Dianne P. O'Leary, Universidade de Maryland, “A Noisy Adiabatic Theorem: Wilkinson Meets Schrödinger’s Cat”[8]
- 2009: Andrea Bertozzi, Universidade da Califórnia, Los Angeles
- 2010: Suzanne Lenhart, Universidade do Tennessee, “Mixing it up: Discrete and Continuous Optimal Control for Biological Models”
- 2011: Susanne Brenner, Universidade do Estado da Luisiana, “A Cautionary Tale in Numerical PDEs”[9]
- 2012: Barbara Keyfitz, Universidade Estadual de Ohio, “The Role of Characteristics in Conservation Laws”
- 2013: Margaret Cheney, Universidade Estadual do Colorado, “Introduction to Radar Imaging”
- 2014: Irene Martínez Gamba, Universidade do Texas em Austin, “The evolution of complex interactions in non-linear kinetic systems”
- 2015: Linda Joy Svoboda Allen, Universidade de Tecnologia do Texas, “Predicting Population Extinction”[2]
- 2016: lisa Fauci, Universidade Tulane, “Biofluids of Reproduction: Oscillators, Viscoelastic Networks and Sticky Situations”[5]
- 2017: Liliana Borcea, Universidade de Michigan, “Mitigating Uncertainty in Inverse Wave Scattering”[4]
- 2018: Éva Tardos, Universidade Cornell, “Learning and Efficiency of Outcomes in Games”[10]
- 2019: Catherine Sulem, Universidade de Toronto, “The Dynamics of Ocean Waves”
- 2020: Bonnie Berger, Instituto de Tecnologia de Massachusetts, “Compressive genomics: leveraging the geometry of biological data”
- 2021: Vivette Girault, Universidade Pierre e Marie Curie, "From linear poroelasticity to nonlinear implicit elastic and related models"[11]